# قطاع الاتصالات في صوماليلاند

خريطة أرض الصومال الفارغة.

الاتصالات السلكية واللاسلكية في أرض الصومال (صوماليلاند)، وهي جمهورية غير معترف بها دوليًا تطالب بها الصومال ، تتركز بشكل أساسي في القطاع الخاص. وهناك عدد من المحلية الاتصالات السلكية واللاسلكية شركات تعمل في المنطقة، بما في ذلك تيليسوم ، جوليس تليكوم الصومال، NationLink الاتصالات، Somtel ، و SomCable .

## العاملين

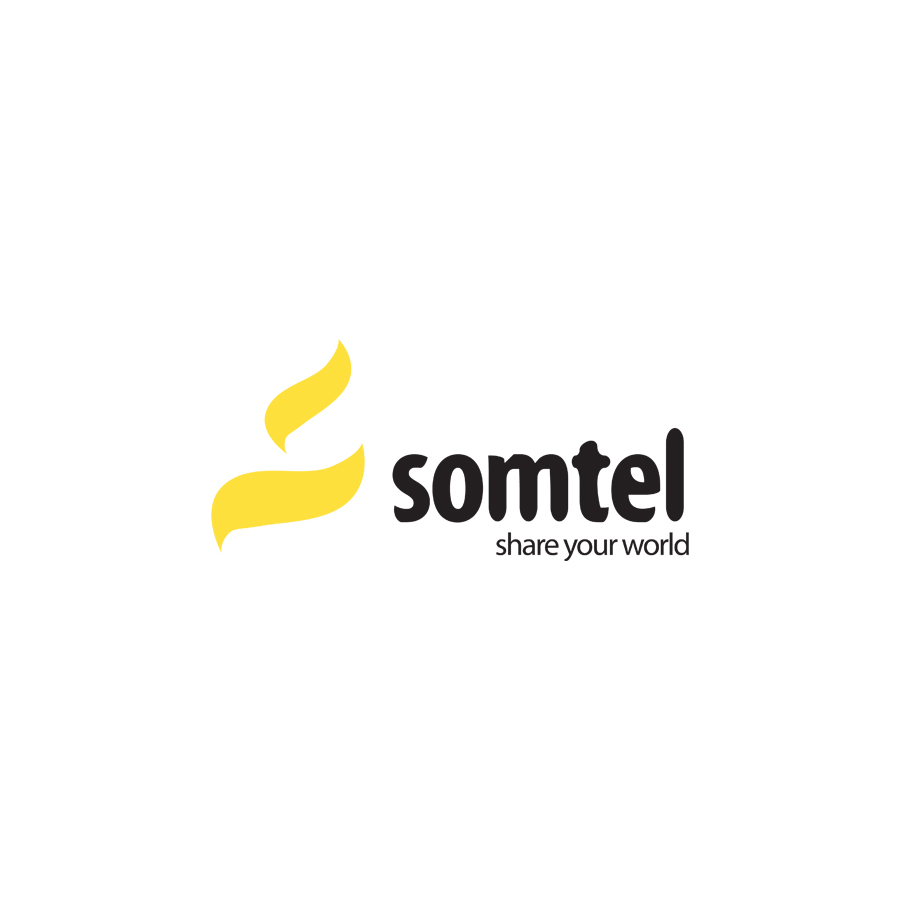
شعار Somtel

### جوليس تيليكوم الصومال
بوساسو هي موطن شركة Golis Telecom الصومال، أكبر مشغل اتصالات في شمال شرق الصومال. تأسست في عام 2002 بهدف تزويد البلاد بخدمات الهاتف المحمول GSM والخط الثابت وخدمات الإنترنت ، ولديها شبكة واسعة تغطي جميع المدن الرئيسية في البلاد وأكثر من 40 مقاطعة في كل من صوماليلاند ولاية بونتلاند الصومالية .

### سومكابل
في عام 2010 ، أعلنت شركة SomCable Ltd عن تعاقدها لسحب كابل بحري من ميناء جيبوتي إلى بربرة . استثمرت SomCable أكثر من 100 مليون دولار أمريكي لإكمال المشروع الذي وظف أكثر من 10000 عامل محلي. جاء تمويل المشروع من رجل الأعمال المحلي محمد سعيد إم إس جي. سيضمن المشروع توفر تقنية لاسلكية عالية السرعة قادرة على توفير نطاق ترددي كافٍ قابل للتطوير لسكان أرض الصومال في الموقع. اكتملت المبادرة في سبتمبر 2014. صوماليلاند حاليًا هي مشغل الألياف الضوئية الوحيد في البلاد. اعتبارًا من أكتوبر 2014 ، أطلقت SomCable أول حل LTE في أرض الصومال، وهو أول حل GEPON / FTTP في أرض الصومال.

### سومتل
في عام 2008 ، استحوذ دهبشيل على حصة الأغلبية في Somtel ، وهي شركة اتصالات مقرها صوماليلاند متخصصة في Slow [Somtel] ، والإنترنت عبر الهاتف المحمول ، وخدمات الهاتف المحمول . زود الاستحواذ دهبشيل بالمنصة اللازمة للتوسع اللاحق في الخدمات المصرفية عبر الهاتف المحمول ، وهي صناعة نامية في القطاع المصرفي الإقليمي.

### تيليسوم
تأسست شركة تيليسوم في عام 2001 لتقديم خدمات الاتصالات في المنطقة. تسيطر تيليسوم حاليًا على 88٪ من كاتبي النصوص في أرض الصومال، مع مشاركة 18٪ المتبقية بين المشغلين المتبقين. تقدم الشركة مجموعة متنوعة من منتجات وخدمات الاتصالات المتنقلة بما في ذلك خطط المكالمات المدفوعة مسبقًا وخطط الاشتراك الشهرية والتجوال الدولي والرسائل النصية القصيرة و WAP (عبر كل من GSM و GPRS) وخدمات الخطوط الثابتة السكنية والوصول إلى الإنترنت بالإضافة إلى خدمات اشتراك G المدفوعة مسبقًا والدفع الآجل .

### نيشن لينك
NationLink Telecom موجودة في صوماليلاند وكانت واحدة من أولى شركات الاتصالات في أرض الصومال نتيجة شراء شركة الاتصالات السعودية (شركة الاتصالات الأولى في أرض الصومال). في عام 2010 ، تم جلب مستثمر أجنبي بقصد التوسع في جميع أنحاء المنطقة. ومع ذلك، بعد إرسال اتهامات بسوء الإدارة والمعدات باهظة الثمن إلى شركة شقيقة في مقديشو، غادر المستثمر وتوقفت الشركة عن التداول في أرض الصومال. تم بيع الشركة لبنك أمل في عام 2019

## تكنولوجيا الأقمار الصناعية
تلعب تكنولوجيا الأقمار الصناعية دورًا أساسيًا في أرض الصومال. استنادًا إلى أسعار عام 2002 ، تبلغ تكلفة اتصال 128/64 غير المتماثل المستند إلى VSAT في أي موقع معين في أرض الصومال 0.058 دولارًا أمريكيًا للدقيقة. هذا يفترض أن الاتصال يستخدم 24 ساعة في اليوم ؛ سبعة أيام في الأسبوع. قد تتم مشاركة الاتصال والتكاليف المرتبطة به من قبل العديد من أجهزة الكمبيوتر لخفض «تكلفة الدقيقة» لكل جهاز كمبيوتر.  أظهر أحد مراكز الاتصالات التي تم فحصها في أرض الصومال أن المعدل لكل جهاز كمبيوتر هو 0.005 دولار في الدقيقة. 

## روابط خارجية
- جوليس
- سومكابل
- سومتل
- Telesom